# Acidovorax anthurii
Acidovorax anthurii es una especie de bacteria gramnegativa del género Acidovorax. Fue descrita en el año 2000. Su etimología hace referencia al género de plantas Anthurium. Es aerobia y móvil por flagelo polar. Tiene un tamaño de 0,2-0,7 μm de ancho por 1-5 μm de largo. Catalasa y oxidasa positivas. Forma colonias circulares, elevadas y blancas en agar YBGA. Acumula gránulos de polihidroxibutirato. Es una bacteria patógena del género de plantas Anthurium, causando necrosis en las hojas. Se ha aislado de plantas infectadas. 